# Alik Haýdarow
Alik Haýdarow (sinh ngày 27 tháng 4 năm 1981) là một cầu thủ bóng đá Turkmenistan thi đấu ở vị trí hậu vệ cho Altyn Asyr FK ở Giải bóng đá vô địch quốc gia Turkmenistan. Trước đó anh thi đấu cho Giải bóng đá vô địch quốc gia Turkmenistan club FC Ashgabat.
Anh là thành viên của Đội tuyển bóng đá quốc gia Turkmenistan.

## Sự nghiệp câu lạc bộ
Anh giành huy chương vàng tại Giải bóng đá vô địch quốc gia Turkmenistan 2014 cùng với Altyn Asyr FK. Năm 2015 chuyển đến FC Ashgabat.

## Thống kê sự nghiệp câu lạc bộ
Cập nhật gần đây nhất: 15 tháng 3 năm 2008
| Mùa giải | Đội bóng         | Quốc gia     | Hạng đấu | Số trận | Bàn thắng |
| -------- | ---------------- | ------------ | -------- | ------- | --------- |
| 2002     | Köpetdag Aşgabat | Turkmenistan | 1        | ??      | ??        |
| 2003     | Köpetdag Aşgabat | Turkmenistan | 1        | ??      | ??        |
| 2004     | Nisa Aşgabat     | Turkmenistan | 1        | ??      | ??        |
| 2004     | FC Okzhetpes     | Kazakhstan   | 1        | 15      | 0         |
| 2005     | FC Okzhetpes     | Kazakhstan   | 1        | 25      | 0         |
| 2006     | FC Okzhetpes     | Kazakhstan   | 1        | 24      | 1         |
| 2007     | FC Okzhetpes     | Kazakhstan   | 1        | 16      | 0         |
| 2008     | FC Zhetysu       | Kazakhstan   | 1        | 4       | 0         |
| 2009     | FC Taraz         | Kazakhstan   | 1        |         |           |